# عامر علي (لاعب كرة قدم)
عامر علي (7 يناير 1992 بإربد في الأردن - ) هو لاعب كرة قدم أردني في مركز الوسط. شارك مع منتخب الأردن تحت 23 سنة لكرة القدم. أما مع النوادي، فقد لعب مع نادي الجليل ونادي الحسين ونادي الرمثا ونادي كفرسوم.

## وصلات خارجية
- عامر علي على موقع قاعدة بيانات كرة القدم.إي يو (الإنجليزية)
- عامر علي على موقع كووورة